# Schulthessiella forficata
Schulthessiella forficata är en insektsart som beskrevs av Marius Descamps 1977. Schulthessiella forficata ingår i släktet Schulthessiella och familjen Thericleidae. Inga underarter finns listade i Catalogue of Life.